# Протока
Прото́ка — вузький водний простір, що поділяє ділянки суходолу і поєднує водні басейни (моря або озера); у міжнародному праві морські протоки стали доступними суднам усіх держав.
Найвідоміші і значущі протоки:
Б
- Баб-ель-Мандебська протока
- Бассова протока
- Берингова протока

Г
- Гібралтарська протока
- Гудзонова протока

Д
- Данська протока
- Дейвісова протока
- Дрейка протока

З
- Зондська протока

К
- Корейська протока
- Кінбурнська протока

Л
- Ла-Манш
- Лаперуза протока

М
- Магелланова протока
- Макасарська протока
- Малаккська протока
- Мессінська протока
- Мозамбіцька протока

О
- Ормузька протока

П
- Північна протока (Ірландське море)
- Полкська протока

С
- Святого Георга протока

Т
- Тайванська протока
- Торресова протока

Ф
- Флоридська протока

Ц
- Протока Цуґару
- Цусімська протока

Ю
- Юкатанська протока